# Marie-Laure Brunet
Marie-Laure Louise Géraldine Brunet (Lannemezan, 20 novembre 1988) è un'ex biatleta francese, campionessa del mondo nella staffetta mista a Pyeongchang 2009.

## Biografia

### Stagioni 2005-2009
Marie-Laure Brunet, originaria di Antignac, residente a a Villard-de-Lans e attiva dalla stagione 2004-2005, nel 2006 è entrata a far parte della nazionale francese, allenata da Thierry Dusserre; ha esordito in Coppa del Mondo il 29 novembre 2007 a Kontiolahti in individuale (26ª) e ai successivi Mondiali juniores di Ruhpolding 2008 ha conquistato la medaglia d'argento nell'individuale e nella staffetta e quella di bronzo nell'inseguimento. Nello stesso anno ai Mondiali di Östersund 2008, suo debutto iridato, ha vinto la medaglia di bronzo nella staffetta e si è classificata 30ª nella sprint, 26ª nell'inseguimento e 7ª nella staffetta mista.
In Coppa del Mondo è entrata per la prima volta tra le prime dieci in una gara individuale il 28 febbraio 2008 a Pyeongchang in sprint (8ª) e ha conquistato la prima vittoria, nonché primo podio, il 4 dicembre dello stesso anno a Östersund in staffetta mista; ai successivi Mondiali di Pyeongchang 2009 ha vinto la medaglia d'oro nella staffetta mista, quella di bronzo nella staffetta e si è piazzata 15ª nell'individuale, 52ª nella sprint, 7ª nell'inseguimento e 8ª nella partenza in linea.

### Stagioni 2010-2014
Ai XXI Giochi olimpici invernali di Vancouver 2010, suo esordio olimpico, ha vinto la medaglia d'argento nella staffetta, quella di bronzo nell'inseguimento ed è stata 12ª nell'individuale, 6ª nella sprint e 14ª nella partenza in linea; ai successivi Mondiali di Chanty-Mansijsk 2010 si è classificata 5ª nella staffetta mista e a quelli di Chanty-Mansijsk 2011 ha conquistato la medaglia d'argento nella staffetta, quella di bronzo nella staffetta mista, si è piazzata 43ª nella sprint, 8ª nella partenza in linea e non ha completato l'individuale.

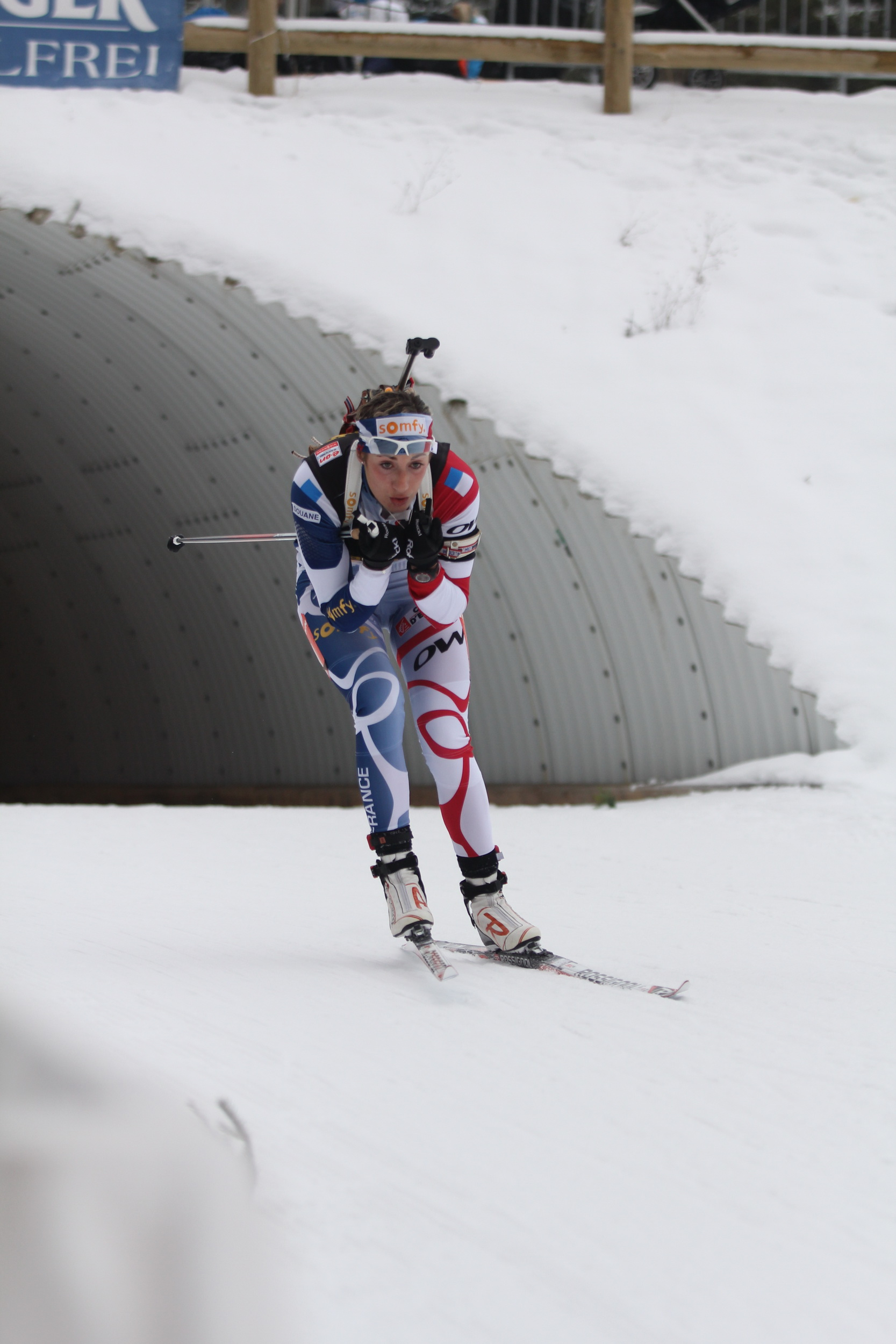
Marie-Laure Brunet in gara ai Mondiali di Nové Město na Moravě 2013

Il 21 gennaio 2012 ha ottenuto ad Anterselva in staffetta la sua seconda e ultima vittoria in Coppa del Mondo e ai successivi Mondiali di Ruhpolding 2012 ha vinto la medaglia d'argento nell'individuale, nella partenza in linea e nella staffetta ed è stata 5ª nella sprint, 6ª nell'inseguimento e 11ª nella staffetta mista; ai Mondiali di Nové Město na Moravě 2013, sua ultima presenza iridata, ha conquistato la medaglia d'argento nella staffetta mista e si è classificata 19ª nell'individuale, 26ª nella sprint, 11ª nell'inseguimento, 28ª nella partenza in linea e 6ª nella staffetta. In Coppa del Mondo è salita per l'ultima volta sul podio il 7 dicembre 2013 a Hochfilzen in staffetta (3ª) e ha preso per l'ultima volta il via il 18 gennaio 2014 ad Anterselva in inseguimento (13ª); ha chiuso la sua carriera agonistica in occasione dei XXII Giochi olimpici invernali di Soči 2014, dove  si è piazzata 16ª nell'individuale, 55ª nella sprint e non ha completato la staffetta.

## Palmarès

### Olimpiadi
- 2 medaglie:
  - 1 argento (staffetta[1] a Vancouver 2010)
  - 1 bronzo (inseguimento[1] a Vancouver 2010)

### Mondiali
- 8 medaglie:
  - 1 oro (staffetta mista[1] a Pyeongchang 2009)
  - 5 argenti (staffetta[1] a Chanty-Mansijsk 2011; individuale[1], partenza in linea[1], staffetta[1] a Ruhpolding 2012; staffetta mista[1] a Nové Město na Moravě 2013)
  - 3 bronzi (staffetta[1] a Östersund 2008; staffetta[1] a Pyeongchang 2009; staffetta mista[1] a Chanty-Mansijsk 2011)

### Mondiali juniores
- 3 medaglie:
  - 2 argenti (individuale, staffetta a Ruhpolding 2008)

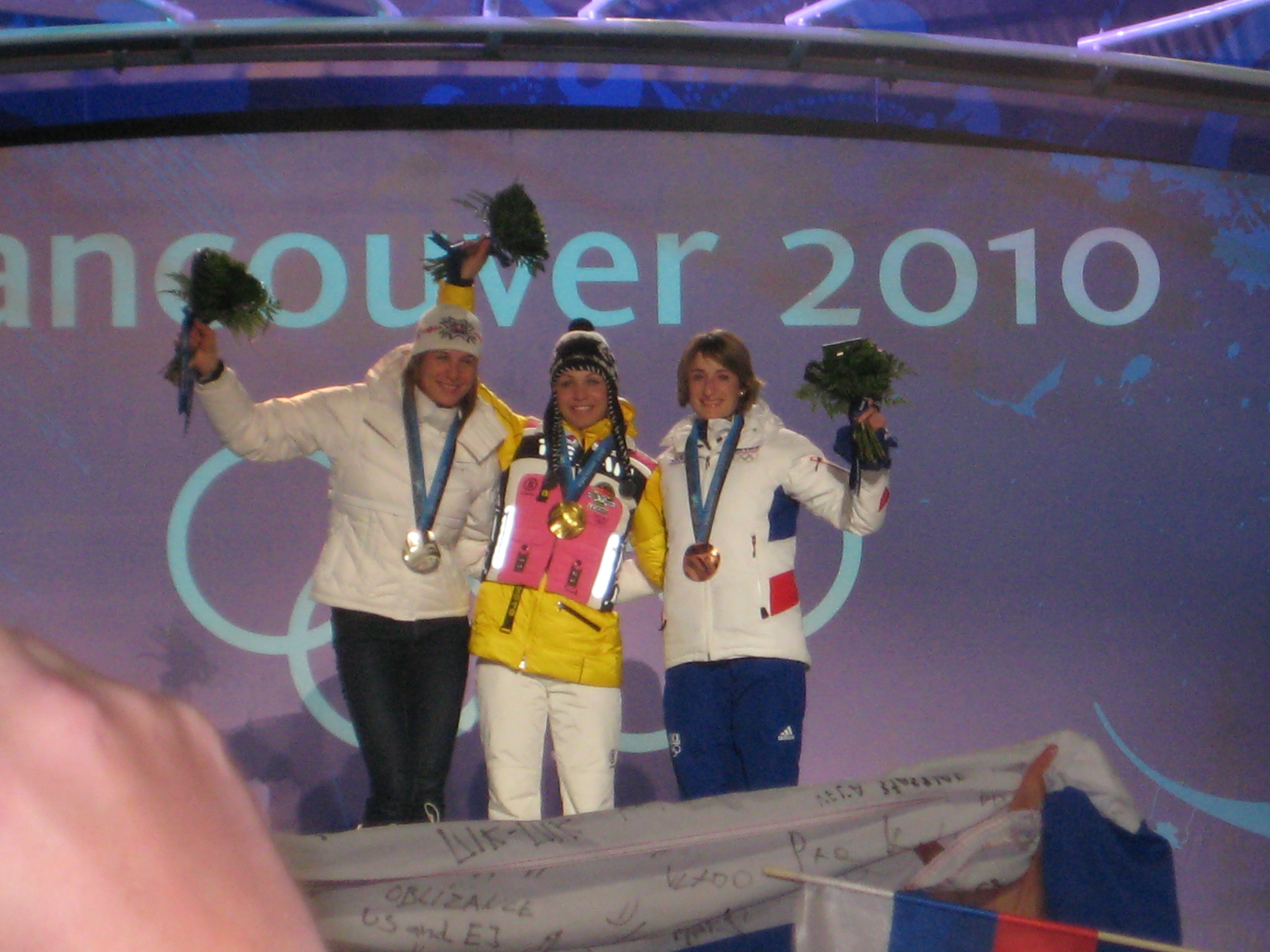
Marie-Laure Brunet (bronzo, a destra) sul podio dell'inseguimento di con Anastasija Kuz'mina (argento, a sinistra) e Magdalena Neuner (oro, al centro)

  - 1 bronzo (inseguimento a Ruhpolding 2008)

### Mondiali giovanili
- 3 medaglie:
  - 2 ori (inseguimento, staffetta a Val Martello 2007)
  - 1 bronzo (individuale a Val Martello 2007)

### Coppa del Mondo
- Miglior piazzamento in classifica generale: 7ª nel 2012
- 23 podi (7 individuali, 16 a squadre), oltre a quelli conquistati in sede olimpica e iridata e validi anche ai fini della Coppa del Mondo:
  - 2 vittorie (a squadre)
  - 10 secondi posti (3 individuali, 7 a squadre)
  - 11 terzi posti (4 individuali, 7 a squadre)

#### Coppa del Mondo - vittorie
| Data            | Località   | Nazione | Spec.                                                |
| --------------- | ---------- | ------- | ---------------------------------------------------- |
| 4 dicembre 2008 | Östersund  | Svezia  | MX (con Marie Dorin, Alexis Bœuf e Martin Fourcade)  |
| 21 gennaio 2012 | Anterselva | Italia  | RL (con Sophie Boilley, Anaïs Bescond e Marie Dorin) |

Legenda:

RL = staffetta

MX = staffetta mista